# Pa Omar Jobe
Pa Omar Jobe, né le 26 décembre 1998 à Yundum dans la région de Banjul (Gambie), est un footballeur gambien qui joue au poste d'attaquant de pointe au MC Oran.

## Biographie
Pa Omar Jobe est un footballeur international gambien qui joue au poste d'attaquant de pointe. Il a commencé sa carrière de footballeur dans le club gambien de Real de Banjul avant de rejoindre le club sénégalais d'ASAC Ndiambour en novembre 2017 où il évolue pendant deux saisons et termine meilleur buteur de la Ligue 1 en 2019 avec douze buts. Pa Omar Jobe découvre l'étranger en signant dans le championnat Bangladesh avec le club Sheikh Jamal DC en novembre 2019. Par la suite, Pa Omar Jobe a eu à évoluer dans plusieurs clubs en Europe avec KF Shkendija, Struga Trim-Lim, Neman Grodno et Zhenis Astana avant de faire un retour en Afrique en signant avec le Simba SC en janvier 2024 dans le championnat tanzanien de football. Après avoir fait un bref passage dans le championnat chypriote avec le Cetinkaya TSK, Pa Omar Jobe s'engage avec le club algérien de football de MC Oran en février 2025.

## Palmarès

### Distinctions individuelles
- Meilleur buteur de la Ligue 1 2019